# Майгул Акселсон
Майгул Акселсон (на шведски: Majgull Axelsson) е шведска журналистка, драматург и писателка на произведения в жанра съвременен роман, драма, научна фантастика и документалистика.

## Биография и творчество
Майгул Акселсон е родена на 14 февруари 1947 г. в Ландскруна, Швеция. Отраства в Несшьо. Следва журналистика в Школата по журналистика „Поппиус“ (сега факултет към университета на Стокхолм). След дипломирането си работи като репортер и журналист към вестниците „Tranås-Posten“, „Smålands Folkblad“, „Folkbladet Östgöten“ и „Västgöta-Demokraten“. Пише предимно по социали и икономически проблеми – безработица, проституция, бедност, промишлени замърсявания на градовете, и др. Била е и сътрудник по въпросите на информацията в Министерството на външните работи и редактор на модното списание „Beklädnadsfolket“.
През 1971 г. се омъжва за журналиста Ян Акселсон, с когота имат двама сина.
Първата ѝ книга „Asien i deras ögon“ (Азия в очите им) е публикувана през 1978 г. Тя се фокусира върху проблемите на детската проституция и децата на улицата в третия свят, и бедността в Швеция.
Първият ѝ роман „Långt borta från Nifelheim“ (Далече от Нифелхайм) е издаден през 1994 г. Той получава наградата „Моа Мартинсон“.
Следващият ѝ роман „Априлската вещица“ е издаден през 1997 г. Драмата представя историята на семейство с четири дъщери – лекарката Кристина, физикът-изследовател Маргарита, алкохоличката и наркоманка Биргита и парализираната по рождение Десире, която не може да ходи и да говори, и е настанена в социален дом. Десире е надарена със свръхестествени способности и може да лети през времето и пространството, да влиза в съдбите на своите сестри и невидима да прегръща своя любим, но всичко си им своята цена. В него развива теми свързани с отношенията между майка и дъщеря, конкуренцията между жените и неуспехите на шведската следвоенна социална държава. Романът става международен бестселър, преведен е на 25 езика по света и я прави известна. Удостоен е с наградата „Август Стриндберг“, наградата „BMF-plaketten“ за поощряване четенето и запознанството с произведения на шведски автори, и наградата на Асоциацията на шведските издатели.
Следващите ѝ произведения я утвърждават като автор на психологическия роман с благороден стил на изложение и изисканост при заплитането на сюжета, непримирима към проблемите на съвременния свят.
Майгул Акселсон живее със семейството си в Лидингьо.

## Произведения

### Самостоятелни романи
- Långt borta från Nifelheim (1994)
- Aprilhäxan (1997)
Априлската вещица, изд.: „Дамян Яков“, София (2012), прев. Анелия Петрунова
- Slumpvandring (2000)
- Den jag aldrig var (2004)
- Is och vatten, vatten och is (2008)
- Moderspassion (2011)
- Jag heter inte Miriam (2014)
- Ditt liv och mitt (2017)

### Документалистика
- Asien i deras ögon (1978)
- Våra minsta bröder (1986)
- Rosario är död (1989)
- De dödar oss (1991)
- Med i facket (1992)
- Orättvisans ansikten (1992)
- ...och dom som inte har (1996)

### Пиеси
- LisaLouise (2002)
- Helgonlegender (2007)

### Екранизации
- 2003 Tystnadens röst